# 長田陸夫
長田 陸夫（おさだ むつお、1913年2月13日 - 1992年1月4日）は、プロ野球球団阪神タイガースの元球団社長。大阪府出身。

## 来歴・人物
1936年に早稲田大学商学部を卒業し、同年に阪神電気鉄道に入社した。
球団取締役を経て、1974年から球団社長を務めた。在任中は球団OBの吉田義男を監督に招聘、また1976年にはエース江夏豊について「チームに溶け込もうという姿勢が見られない」としてトレードを決断。南海ホークスとの間で江本孟紀・島野育夫を含む2対4の大型トレードを成立させた。
1978年、球団史上初の最下位に終わり、成績不振により、後藤次男監督の辞任とともに、球団代表を辞任した。